# 82
Évszázadok: i. e. 1. század – 1. század – 2. század
Évtizedek: 30-as évek – 40-es évek – 50-es évek – 60-as évek – 70-es évek – 80-as évek – 90-es évek – 100-as évek – 110-es évek – 120-as évek – 130-as évek
Évek: 77 – 78 – 79 – 80 –  81 – 82 – 83 – 84 – 85 – 86 – 87

## Események

### Római Birodalom
- Domitianus császárt (helyettese január 13-tól Servaeus Innocens, májustól Caius Arinius Modestus, júliustól Publius Valerius Patruinus, szeptembertől Marcus Larcius Magnus Pompeius Silo) és Titus Flavius Sabinust (helyettese Lucius Salvius Otho Cocceianus, Manius Acilius Aviola, Lucius Antonius Saturninus, Titus Aurelius Quietus) választják consulnak.
- Cnaeus Iulius Agricola britanniai kormányzó átkel a Firth of Forth öblön és a hadsereg és a flotta közös hadmozdulatával megtámadja a kaledóniai törzseket. Azok egyik éjjel rajtaütnek a Legio IX Hispana táborán, de Agricola hajnalban lovasságával hátratámadja a harcoló britonokat, mire azok elmenekülnek.
- Agricola egyik, germán usipusokból toborzott cohorsa fellázad, megölik a centuriójukat és ellopnak három naszádot. Tacitus szerint körbehajózták Britanniát, de valószínűleg csak az északkeleti partokat járták végig és mivel elfogy az élelmük, kannibalizmusra fanyalodnak. Végül a hollandiai partokon hajótörést szenvednek, a szvébek és frisiusok fogságába esnek, akik eladják őket rabszolgának.
- Domitianus császár száműzi Itáliából Dión Khrüszosztomosz filozófust, mert egyik konspiráló rokonát segítette tanácsaival. Dión koldusruhában végigjárja a birodalom északkeleti határvidékét, többek között Trákiát, Szkítiát és a Gaetiát.
- Domitianus megalapítja a Legio I Minerviát a germán chattusok elleni hadjáratára.
- Domitianus megöleti consultársát és rokonát, Titus Flavius Sabinust, miután a megválasztását bejelentő hírnök véletlenül consul helyett imperatori címmel illeti őt.

## Születések
- Vang Fu, kínai filozófus

## Halálozások
- Anianosz, alexandriai püspök
- Titus Flavius Sabinus, római politikus

## Fordítás
- Ez a szócikk részben vagy egészben  az   AD 82 című angol Wikipédia-szócikk ezen változatának fordításán alapul.  Az eredeti cikk szerkesztőit annak laptörténete sorolja fel. Ez a jelzés csupán a megfogalmazás eredetét és a szerzői jogokat jelzi, nem szolgál a cikkben szereplő információk forrásmegjelöléseként.